# Rasierhobel

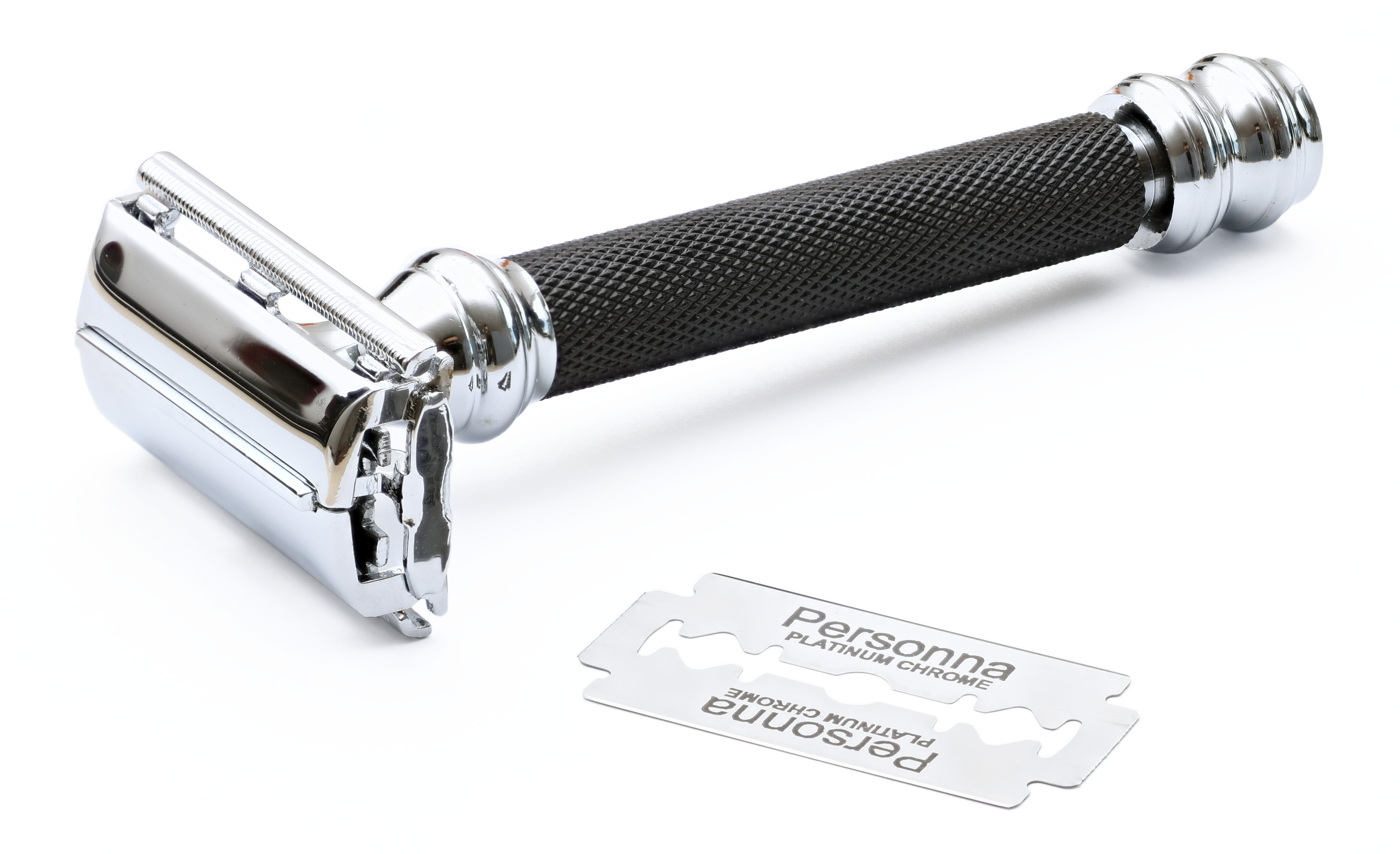
Rasierhobel Parker 76R

Ein Rasierhobel ist ein Rasierer zur Nassrasur. Bei der Hobelrasur wird eine Rasierklinge verwendet, die nur ein wenig aus dem Hobel herausragt, um größere Schnittverletzungen zu vermeiden. Deshalb wird der Rasierhobel in Abgrenzung zum Rasiermesser auch als Sicherheitsrasierer bezeichnet. Die Hobelrasur war die vorherrschende Rasurmethode in den großen Industriestaaten vom Ersten Weltkrieg bis in die 1970er Jahre. Anschließend wurde das Prinzip zum gegenwärtig gängigen Systemrasierer weiterentwickelt. In Europa und Nordamerika rasieren sich heute nur noch wenige Personen mit Rasierhobeln. In Ländern wie Japan, Indien, Pakistan und Ägypten finden sich Rasierhobel dagegen noch im alltäglichen Gebrauch.

## Geschichte

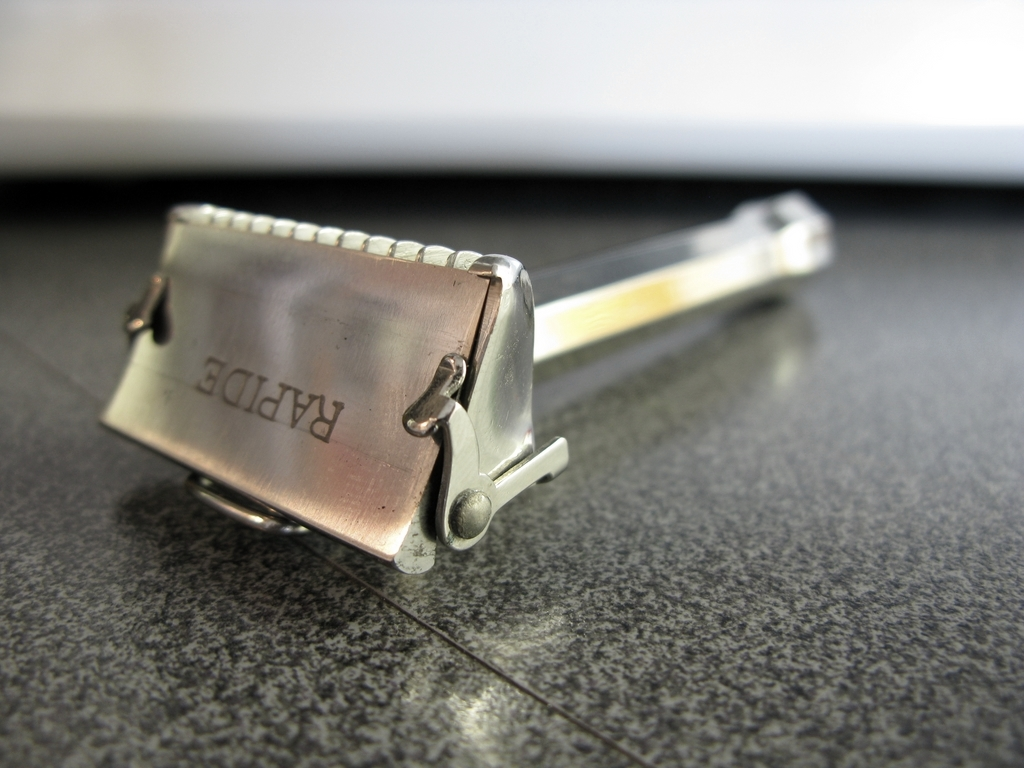
Der Henckels Rapide, Beispiel eines ursprünglichen Keilhobels

Vor der Erfindung des Rasierhobels war die Messerrasur die am weitesten verbreitete Rasurmethode. Diese war mit relativ viel Aufwand verbunden, weshalb es viele Männer vorzogen, sich beim Barbier oder Herrenfriseur rasieren zu lassen. Erfinder arbeiteten deshalb frühzeitig an einer einfachen, sicheren und kostengünstigen Alternative. Die ersten Rasierhobel kamen 1874 in Großbritannien auf den Markt und wurden kurze Zeit später auch in anderen europäischen und nordamerikanischen Ländern verkauft. Das Design orientierte sich dabei am Schreinerhobel. Zunächst wurden Keilklingen verwendet, die aus Bruchstücken von Messerklingen gewonnen wurden. Keilhobel wie Mulcuto, Henckels Rapide, Kampfe Star oder Wilkinson Empire mussten somit noch fast wie Rasiermesser gehandhabt und gepflegt werden und wurden bis in die 1940er Jahre hergestellt.

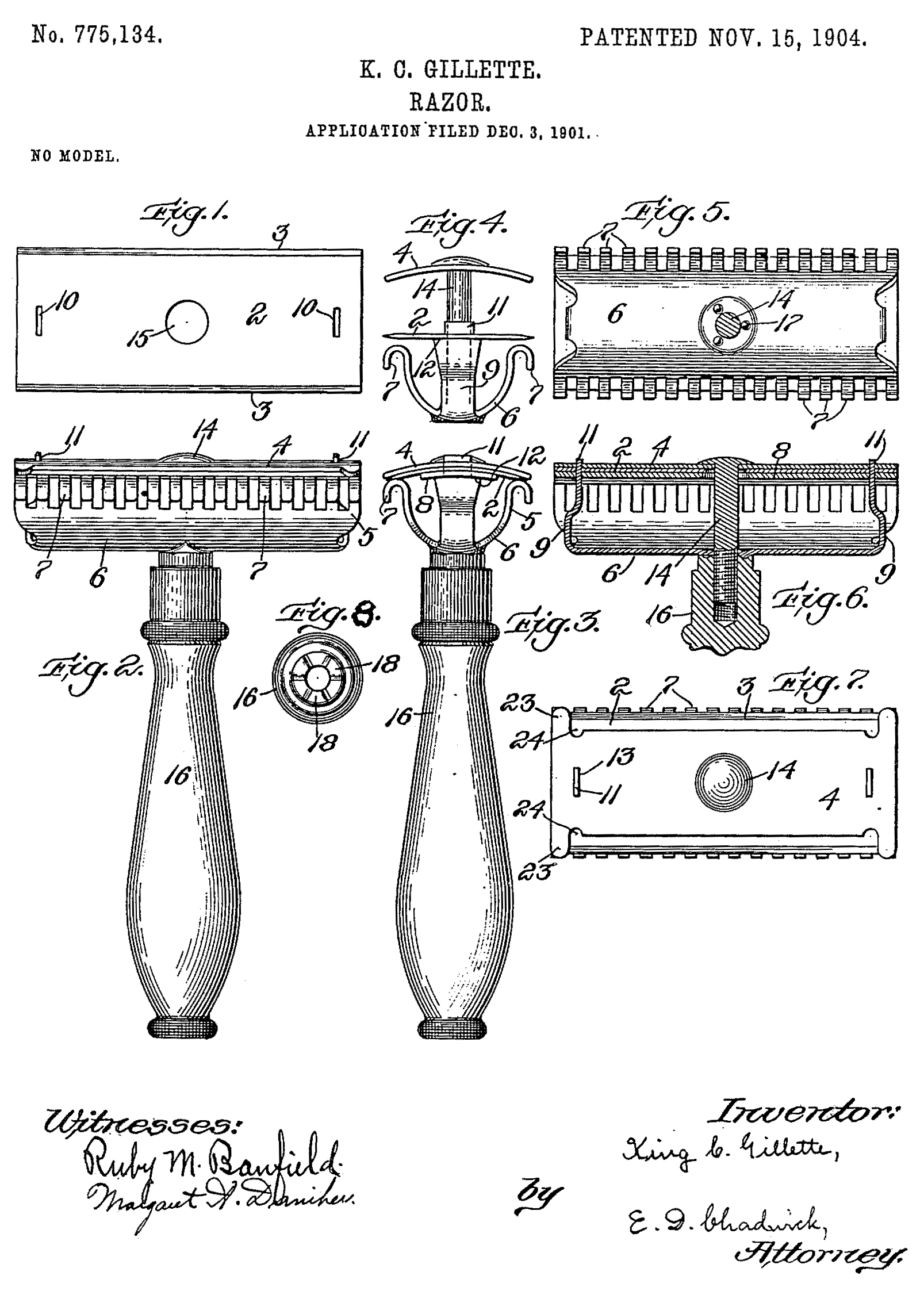
Gillettes Rasierapparat-Patent vom 15. Nov. 1904

1901 entwickelte King Camp Gillette zusammen mit William Nickerson den Sicherheitsrasierer mit einer dünnen, doppelseitigen Klinge aus Bandstahl. Anders als Rasiermesser- oder Keilhobelklingen musste diese nicht mehr abgezogen und geschärft werden, sondern wurde nach ein paar Rasuren durch eine neue, kostengünstige Klinge ersetzt. Der Rasierer wurde von Gillette im Jahre 1901 zum Patent angemeldet. Beinahe gleichzeitig brachte das Solinger ROMI-Werk unter seinem Eigentümer Robert Middeldorf ein sehr ähnliches System auf den deutschen Markt, das sich allerdings nicht durchsetzen konnte. Bereits 1904 konnte die in Boston ansässige Gillette Company 90.000 Hobel und 10.000 Ersatzklingenpäckchen absetzen. Durch die Einführung der austauschbaren Klinge wurde ein großer Markt für den Verkauf von Rasierklingen geschaffen. Andere Hersteller brachten deshalb bald Rasiergeräte auf den Markt, die dem Gillettestandard entsprachen.
Ein großer Absatzsprung gelang Gillette, als seine Firma 1917 kurz vor dem Eintritt der Vereinigten Staaten in den Ersten Weltkrieg einen Vertrag mit der Armee abschließen konnte, der festschrieb, jeden Soldaten standardmäßig mit einem Gilletterasierer auszurüsten. Zu diesem Zeitpunkt war bereits die Bedeutung der Gasmaske für die Kampfhandlungen im Schützengraben erkennbar. Dieser Umstand erforderte eine tägliche Rasur der Soldaten, die bis dahin eher unüblich war. Somit gelangten 3,5 Millionen Hobel unter die männliche Bevölkerung, wodurch sich die tägliche Hobelrasur in den Vereinigten Staaten etablierte.
Nach Ende des Zweiten Weltkriegs bekam der Rasierhobel zunehmend Konkurrenz durch die Erfindung des Trockenrasierers. 1962 konnte der Komfort der Hobelrasur jedoch nochmals verbessert werden, nachdem Wilkinson Sword erstmals Klingen aus rostfreiem Stahl auf den Markt gebracht hatte. Das Londoner Traditionsunternehmen konnte dadurch große Marktanteile gewinnen. Maschinen und Fachkompetenz wurden hierfür von der Firma Rudi Osberghaus aus Solingen bereitgestellt, an der sich die deutsche Wilkinson Sword GmbH schließlich direkt beteiligte.

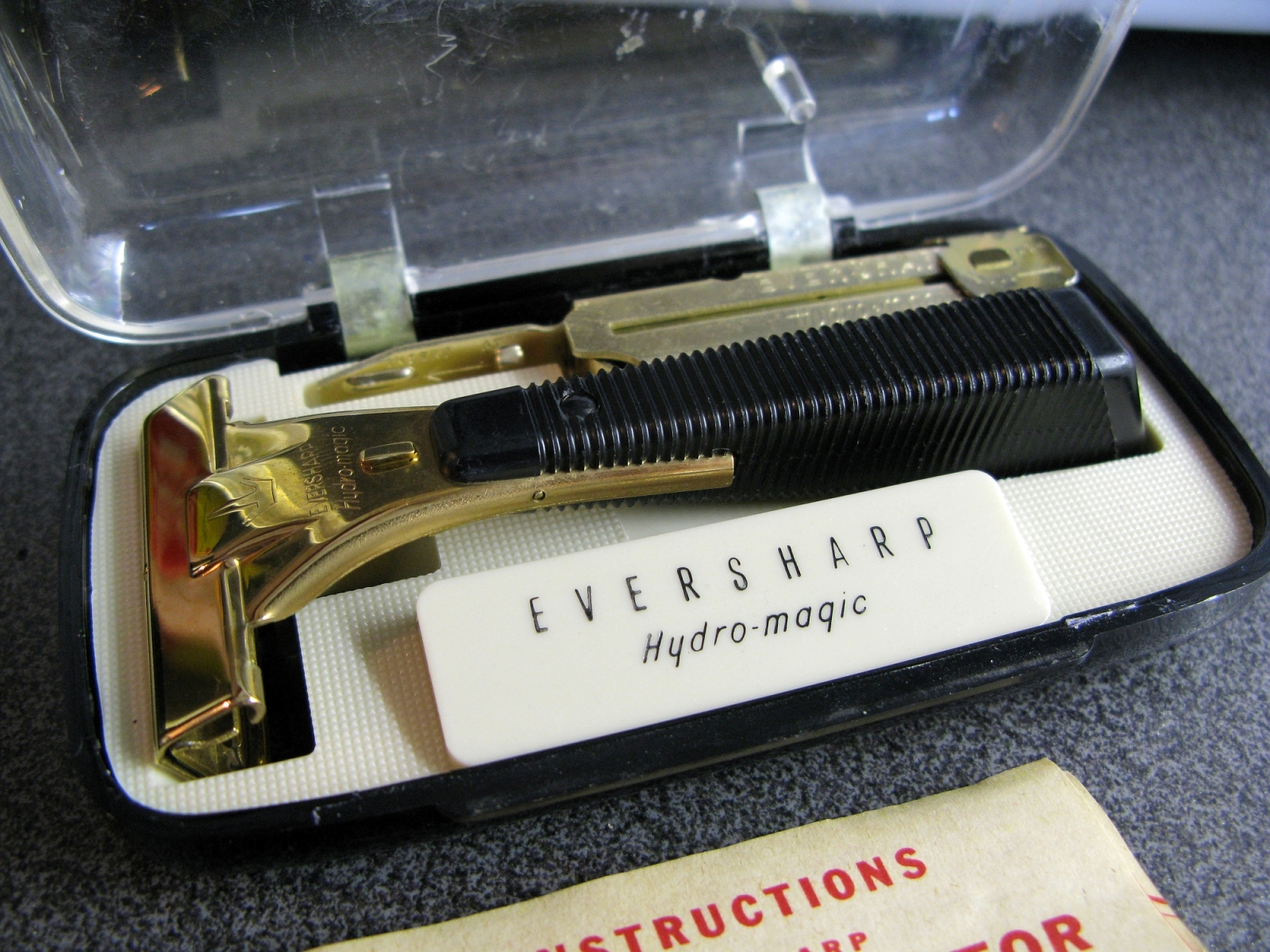
Ein Schick/Eversharp Injector mit Klingenmagazin (oben)

### Asymmetrische und Kassettensysteme
Bereits frühzeitig versuchte eine Vielzahl von Herstellern, sich vom Gillettestandard abzuheben und ihre eigenen Klingen- und Hobelvarianten durchzusetzen. Die beiden erfolgreichsten Systeme dieser Art sind der Single-Edge- und der Injectorhobel. Autostrop brachte um 1908 einseitige Klingen („single edge“) auf den Markt und wurde dabei vor allem von Herstellern wie Star, GEM und Ever-Ready unterstützt, also von Firmen, die in Amerika mit Keilklingenapparaten großgeworden waren und bis 1919 zur ASR (American Safety Razor Company) fusionierten. 1921 erfand Jacob Schick, ein pensionierter amerikanischer Offizier, den sogenannten Magazine Repeating Razor. Bei diesem Rasierapparat, der auch als Interjectorhobel bezeichnet wird, erleichtert sich der Klingenaustausch, indem man eine neue Klinge berührungslos aus einem Klingenmagazin in den Hobelkopf schiebt und dabei die alte Klinge herauslöst. Interjectorklingen haben ebenfalls nur eine scharfe Seite und sind nicht mit normalen Rasierklingen austauschbar. 1928 verkaufte Schick diesen Geschäftsbereich an Eversharp, Inc., da er nach der Erfindung des Trockenrasierers davon überzeugt war, dass dies das Ende von Rasierhobel und -klinge bedeuten würde. Eversharp gab der neuen Tochterfirma den etablierten Namen Schick Safety Razor Company, die 1993 mit Wilkinson Sword fusionierte und seitdem deren amerikanischen und australischen Geschäftsbereich darstellt.

### Mehrklingensysteme
Zuerst wurde eine zweilagige Klinge für herkömmliche Rasierhobel angeboten mit entsprechend höherem Einzelpreis. Die endgültige Ablösung des klassischen Rasierhobels als Massenprodukt erfolgte in den 1970er Jahren. Große Hersteller wie Gillette und Wilkinson gingen dazu über, Systemrasierer zu produzieren, in die nur noch ihre eigenen Klingensysteme passten und mehr als eine Schneide pro Klinge enthielten. Verbraucher favorisierten zunehmend den Komfort der Systemrasierer, wodurch sich den großen Herstellern höhere Gewinnmargen boten. Dies führte zu einer großen Ausdünnung des Marktes für herkömmliche Rasiergeräte.
Um die Anzahl der Klingen pro Rasiersystem ist ein scheinbarer Wettlauf zwischen den großen Herstellern entbrannt. Die Zahl der Schneiden der neuesten Produkte (2012) liegt bei sechs. Zusätzlich wurden Prägungen und Beschichtungen eingeführt. Das Ziel, die federnden Barthaare sämtlich in einem Zug zu schneiden, wird mit keinem der Systeme erreicht.

## Design und Variationen

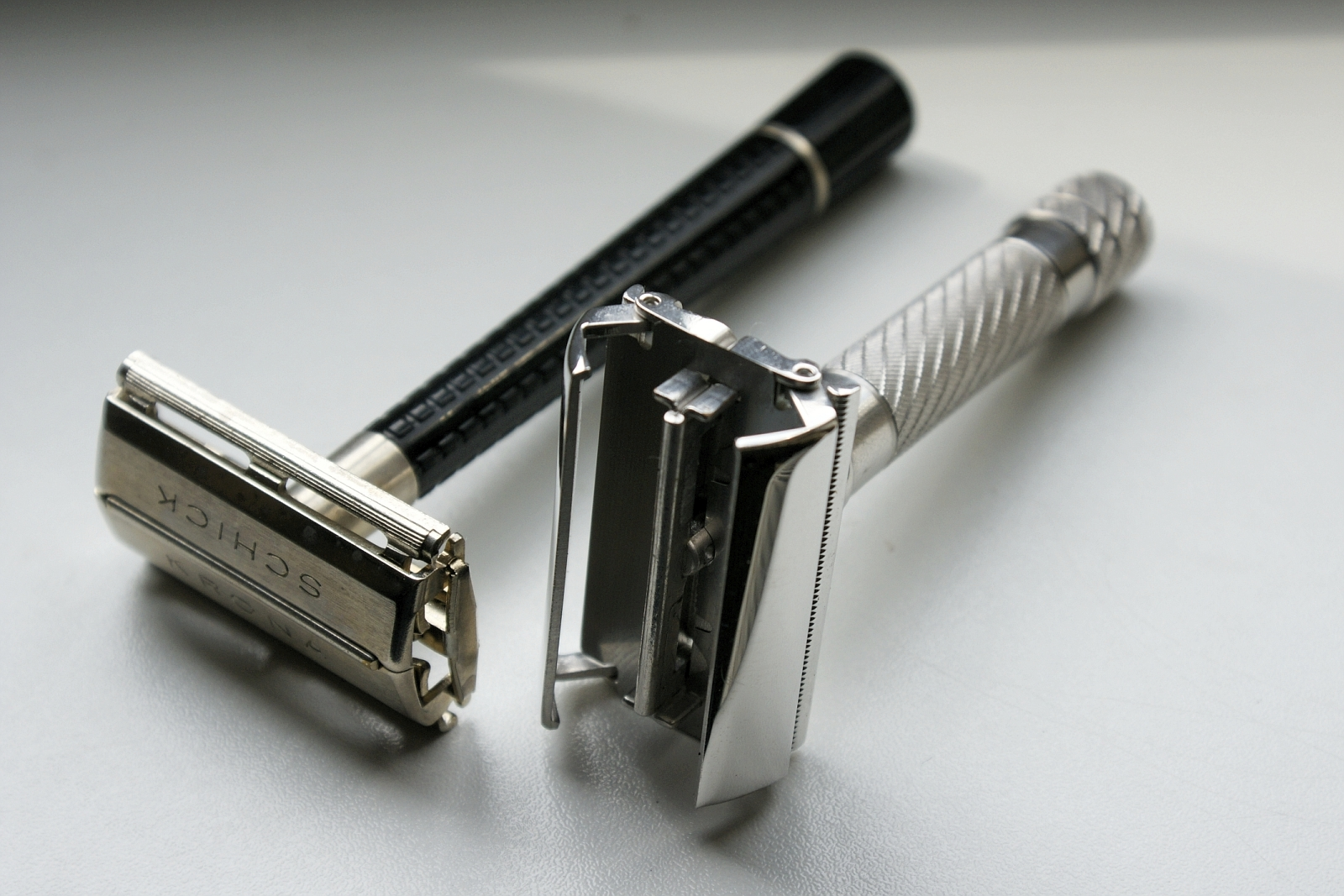
Zwei Butterflyhobel: Der Schick Krona (links) und der Gillette Aristocrat (rechts, geöffnet)

Das ursprüngliche Gillettedesign besteht aus einem Rasierkopf und einem, verglichen mit einem Systemrasierer, relativ kurzen Griff. Die in den Hobelkopf eingespannte Klinge ragt dabei ca. 1 mm auf jeder Seite in den sogenannten Klingenspalt, der sich zwischen Ober- und Unterkante des Hobelkopfs erstreckt. Der Gillettehobel von 1904 („Old Type“) besteht aus drei Teilen (Griff, Kopfoberteil und Kopfunterteil) und man spannt die Klinge in den Hobelkopf, indem man diesen mit Hilfe des Griffes verschraubt.

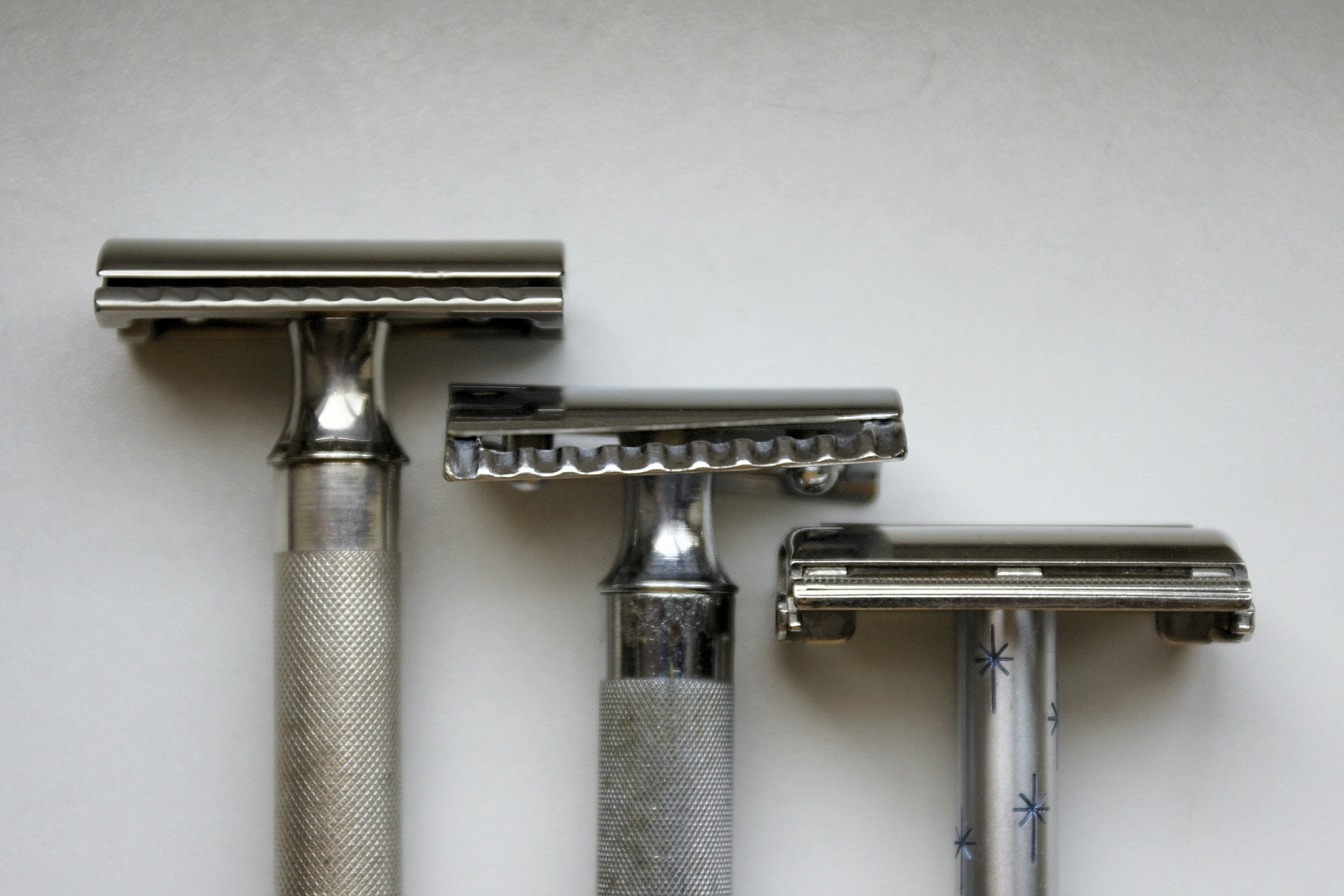
Drei verschiedene Hobelköpfe: Merkur 34c, Ibsen Torsion, Lady Gillette Butterfly (geschlossen)

Daneben gibt es eine Vielzahl von Variationen, die sich zumeist durch Abwandlungen an Schließmechanismus, Hobelkopf, Grifflänge und Griffform, sowie bei der Materialzusammensetzung unterscheiden. Manche Hersteller gingen bald dazu über, Zweiteiler zu produzieren, bei denen das Unterteil des Hobelkopfes fest mit dem Griff verbunden ist. Bei diesem Prinzip wird die Klinge durch einen Drehmechanismus am Griff eingespannt. An diesem Design orientieren sich die in Europa und Nordamerika weitverbreiteten Hobel der Marke Merkur aus Solingen. In den 1930er Jahren machte sich Gillette daran, seine Hobelköpfe mit einer TTO-Mechanik („Twist To Open“) auszurüsten. Bei dieser einteiligen Variante, für die sich im Volksmund schnell der Name „Butterfly“ durchsetzte, umschließen zwei verstellbare Flügel die Klinge an ihrer Oberseite. Butterflyhobel sind auf dem nordamerikanischen Heimatmarkt von Gillette weit verbreitet und werden von erfahrenen Hobelrasierern als besonders sanft beschrieben. Nach dem Zweiten Weltkrieg verwendeten Hersteller auch zunehmend Kunststoffe zur Hobelherstellung, wie etwa beim Wilkinson Classic, der weiterhin erhältlich ist.

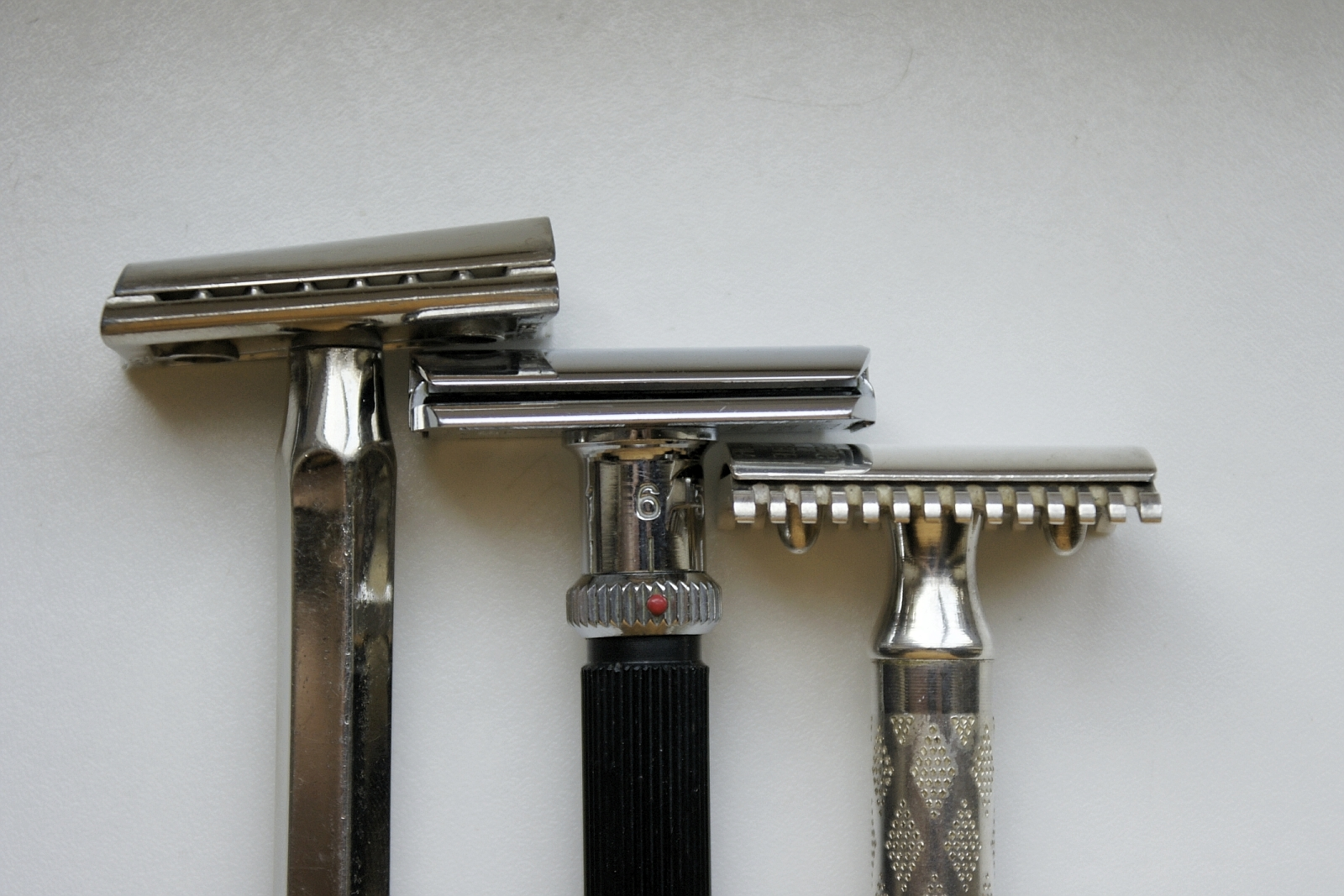
Drei weitere Hobelköpfe: Mulcuto Schrägschnitt, Gibbs Adjustable (Regable), Gillette Zahnkamm

Im Laufe der Zeit haben Hobelhersteller versucht, die Effektivität ihrer Rasierapparate durch Änderungen am Hobelkopf zu steigern. Die gängigsten Variationen können mit den Begriffen Schrägschnitt, Torsion, Zahnkamm und verstellbar beschrieben werden. Bei Schrägschnitthobeln ist der Kopf im Vergleich zum Griff etwas abgeschrägt, mit dem Zweck, das Barthaar mehr zu schneiden als zu hobeln. Ein ähnliches Prinzip stellt der Torsionskopf dar, bei dem die Abschrägung der Klinge dadurch erreicht wird, dass sie in sich verdreht wird. Eine weitere Variation stellt der Hobel mit Zahnkamm dar, bei dem die Unterkante des Hobelkopfes gezahnt ist. Dies erlaubt Nutzern mit starkem Bartwuchs eine Erleichterung bei der Rasur. Schließlich gibt es verstellbare Hobel, bei denen sich der Klingenspalt und somit die Aggressivität des Hobels individuell an die eigenen Bedürfnisse anpassen lässt.
Der Nutzer hat durch die Kombination von Hobel- und Klingenvariation eine Vielzahl von Individualisierungsmöglichkeiten. Er kann somit die Hobelrasur an seine individuellen Bedürfnisse anpassen, wie es mit einem Rasiersystem nur schwer möglich ist. Zudem ist das Reinigen und Trocknen beim Rasierhobel, anders als beim Systemrasierer, extrem schnell und leicht, und die Rasurkosten sind im Vergleich erheblich niedriger.
Wechselklingen-Rasiermesser sind Rasiermesser, bei denen die Klinge wie bei einem Rasierhobel austauschbar ist.

## Verbreitung

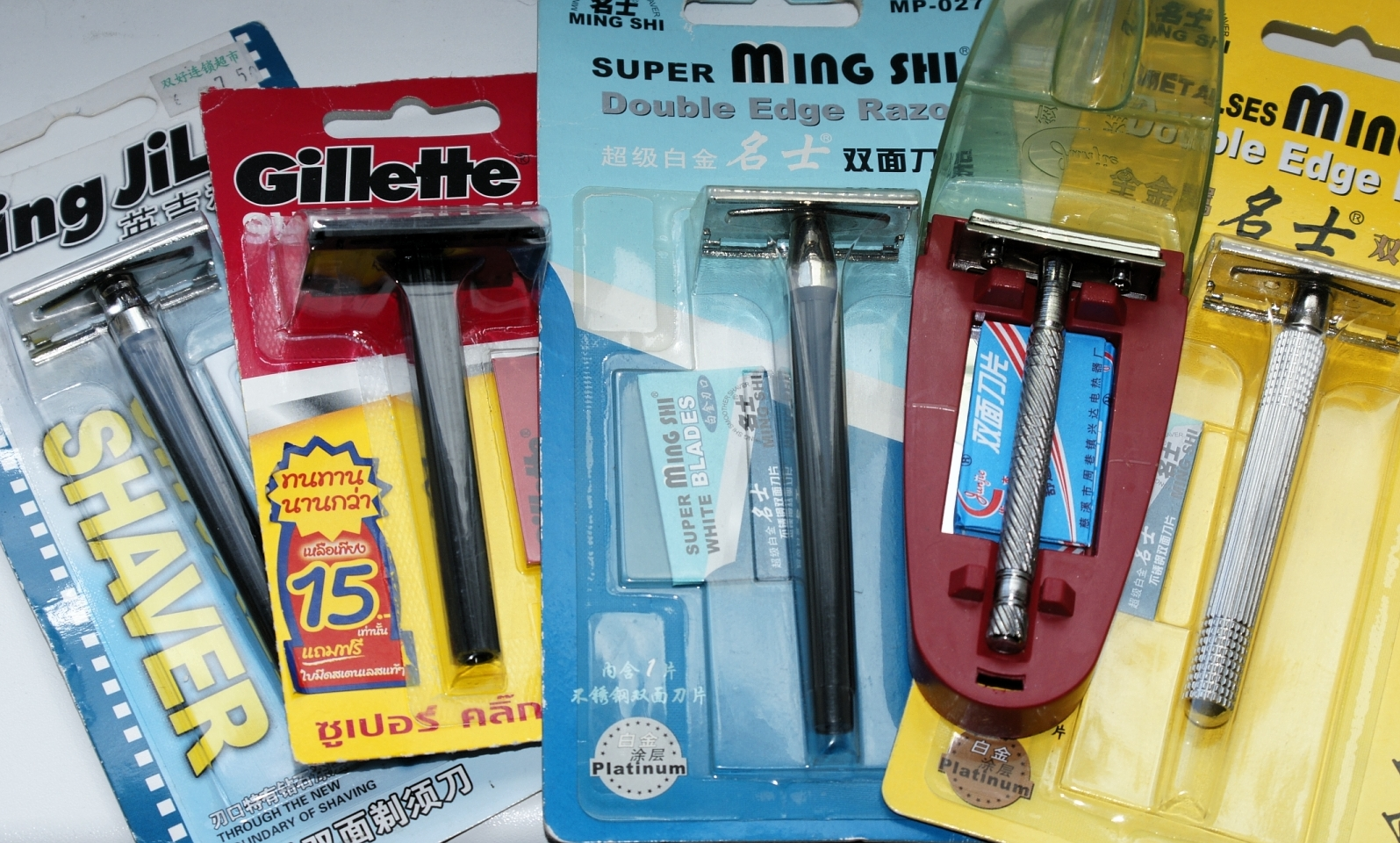
Eine Auswahl asiatischer Rasierhobel im Niedrigpreissegment

Anfangs konnte sich das Konzept vor allem in den westlichen Industriestaaten durchsetzen. Der große Erfolg von Gillette konsolidierte dabei zunächst den amerikanischen Markt, indem sich die Konkurrenz häufig gezwungen sah, sich zu größeren Betrieben wie etwa der American Safety Razor Company (ASR) zusammenzuschließen. In der Folgezeit drängte Gillette auch zunehmend auf den europäischen Markt, wobei sich hier ein reger Wettbewerb mit den einheimischen Firmen entwickelte. In Großbritannien brachte Wilkinson Sword 1898 mit dem „Pall Mall“ einen Keilhobel auf den Markt und daneben existierte noch eine ganze Reihe von anderen Herstellern, wie etwa Rolls Razor, Wardonia, Darwin, Myatt, Souplex, Durham Duplex, Eclipse und Ronson. Auch in Frankreich gab es bald Hobel- und Klingenhersteller wie Gibbs, Le Coque, Leresche und Apollo.
In Deutschland machte sich zunächst eine Vielzahl von Kleinherstellern daran, den Bedarf an Rasierhobeln durch Gillettekopien oder einfache und ungemarkte Hobel zu decken. Nach dem Ersten Weltkrieg stieg die Berliner Roth Büchner GmbH mit ihrer Marke Rotbart zum größten deutschen Hersteller auf und wurde bis 1931 von Gillette übernommen. Daneben bedienten vor allem Firmen aus der Klingen- und Messerstadt Solingen den deutschen Markt, wie etwa Merkur, Apollo (Deutschland), Golf, Fasan und Mulcuto. Unter diesen kam es zu einer großen Anzahl von Kooperationen, Lizenzfertigungen und gegenseitigen Zulieferungen. In den 1960er und 1970er Jahren liefen Trocken- und Systemrasierer dem Hobel endgültig den Rang ab, wodurch die Branche in eine existenzbedrohende Krise geriet.
Allerdings konnten sich Hersteller im oberen Preissegment in den letzten beiden Jahrzehnten des 20. Jahrhunderts wieder in Deutschland etablieren. Beispiele hierfür sind die 1980 in Stuttgart gegründete Firma Pils GmbH und die nach der Wiedervereinigung reprivatisierte Hans-Jürgen Müller GmbH & Co. KG aus Stützengrün im Erzgebirge, die durch die Marke Mühle (ehemals Mühle-Pinsel) bekannt ist. Neben Merkur gibt es heute mit der Firma Giesen & Forsthoff wieder einen weiteren Hersteller aus Solingen.

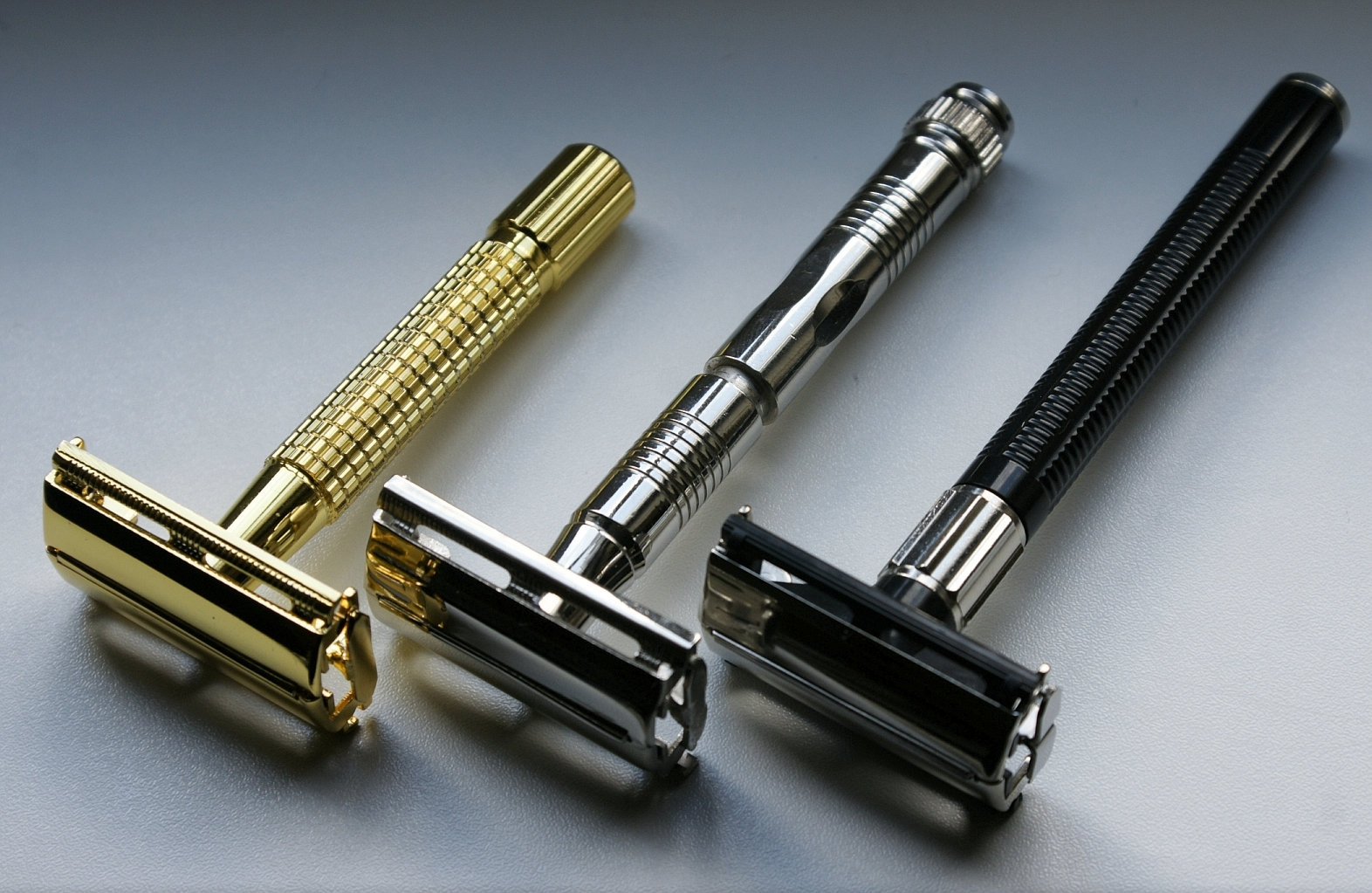
Drei gegenwärtig erhältliche Butterfly-Rasierhobel mit dem typischen Klappmechanismus des Kopfes: Weishi (China), Parker (Indien) und Feather (Japan)

Auch in Großbritannien gibt es Produzenten von Rasieraccessoires, die wieder Rasierhobel im Programm haben. Ein Beispiel hierfür ist Edwin Jagger aus Sheffield.
In bestimmten Ländern und Regionen konnte sich die Hobelrasur bis heute im Alltag behaupten. Produzenten wie Treet aus Pakistan, Lord aus Ägypten sowie Kai, Shogun und Feather aus Japan stellen weiterhin Hobel und Klingen in großen Mengen her. Osteuropäische Firmen wie Rapira, Astra, Sputnik aus Russland und Wizamet aus Polen decken weitgehend den Bedarf in ihren Heimatmärkten. Auch westliche Konzerne wie Gillette, Wilkinson Sword und die American Safety Razor Company beliefern diese Märkte weiterhin aus eigener Produktion oder durch Lizenzfertigungen. In den letzten Jahren kamen sogar wieder neue Hersteller wie Weishi aus China und Parker (Jagdish) aus Indien hinzu.
Hobelhersteller decken und deckten somit ein großes Preisspektrum ab. Qualität und Preis hängen dabei weitgehend von Fertigungsqualität und dem verwendeten Material ab. Während Kunststoffhobel zumeist für wenige Euro erhältlich sind, können sich die Aufwendungen für einen Hobel im hochpreisigen Segment auf weit über 100 Euro belaufen. Die Mehrzahl von heute noch erhältlichen Hobeln aus verchromtem Metall bewegt sich jedoch in einem Preissegment von 20 bis 40 Euro. Die Vielfalt unterschiedlicher Varianten macht den Rasierhobel auch zu einem beliebten Sammlerstück.

## Anwendung
Anwender der Hobelrasur bereiten ihren Rasierschaum im Normalfall auf traditionelle Weise vor, d. h. unter Verwendung von Rasierseife oder Rasiercreme und einem Rasierpinsel. Diese Kombination wird von Anwendern als schonender als die Verwendung von Dosenschaum und Systemrasierer beschrieben. Demnach können Probleme wie Rasurbrand und eingewachsene Haare durch eine Verwendung von Rasierhobel und traditionellem Schaum reduziert werden. Da der Rasierkopf anders als bei modernen Systemrasierern unbeweglich ist, muss der Rasurwinkel beim Rasierhobel individuell gefunden werden.